# Dave Mirra BMX Challenge
Dave Mirra BMX Challenge é um jogo de corrida da Crave Entertainment para PlayStation Portable. e mais tarde para o Nintendo Wii. foi a única entrada na série Dave Mirra lançada pela Crave Entertainment depois que a publicadora anterior, Acclaim Entertainment, entrou com pedido de falência em 2004, e a entrada final na série em geral.

## Jogabilidade
A versão PSP consiste em três modos: exibição, jogo rápido e um modo carreira. O modo carreira consiste em eventos de corrida e truques. O modo carreira também tem diferentes níveis de dificuldade, o que adiciona mais desafios ao jogo. A versão Wii também tem muitos dos mesmos modos, incluindo o modo carreira e baseia a maior parte do jogo em torno dele. Ele também utiliza os controles de movimento do Wii Remote para dirigir e pular; Os truques são executados com combinações de botões.

## Ligações Externas
- Dave Mirra BMX Challenge. no MobyGames.